# Konsulat Generalny Rzeczypospolitej Polskiej w Barcelonie
Konsulat Generalny Rzeczypospolitej Polskiej w Barcelonie (hiszp. Consulado General de la República de Polonia en Barcelona, kat. Consolat General de la República de Polònia a Barcelona) – polska misja konsularna w Barcelonie w Królestwie Hiszpanii.

## Konsulat

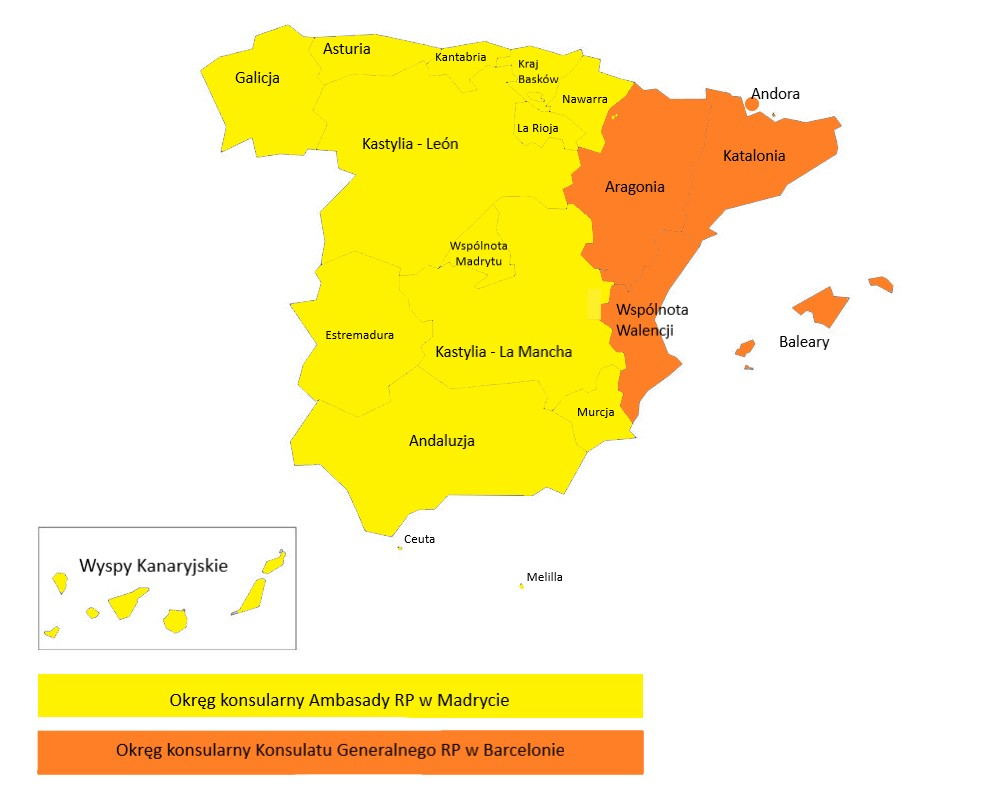
Okręg konsularny KG w Barcelonie od 2022 (na pomarańczowo)

Okręg konsularny Konsulatu Generalnego RP w Barcelonie od 1 stycznia 2022 obejmuje: Aragonię, Baleary, Katalonię, Wspólnotę Walencji, Księstwo Andory. Wcześniej obejmował Katalonię i Baleary.
Pozostałe części Hiszpanii obsługiwane są przez Wydział Konsularny Ambasady RP w Madrycie.

## Konsulowie Generalni
- 1995–1997 – Wojciech Kraj
- 1997–2001 – Zygmunt Fabjański
- 2002–2006 – Joanna Kozińska-Frybes
- 2006–2010 – Marek Pernal
- 2010–2013 – Marzenna Adamczyk
- 2013–2014 – Magdalena Czerwińska, p.o. Konsul Generalnej[11][12]
- 2015 – Włodzimierz Nabrdalik, p.o. Konsula Generalnego
- 2015–2018 – Marek Ciesielczuk
- 2018–2022 – Karolina Cemka
- od listopada 2022 – Ilona Kałdońska